# Власний час

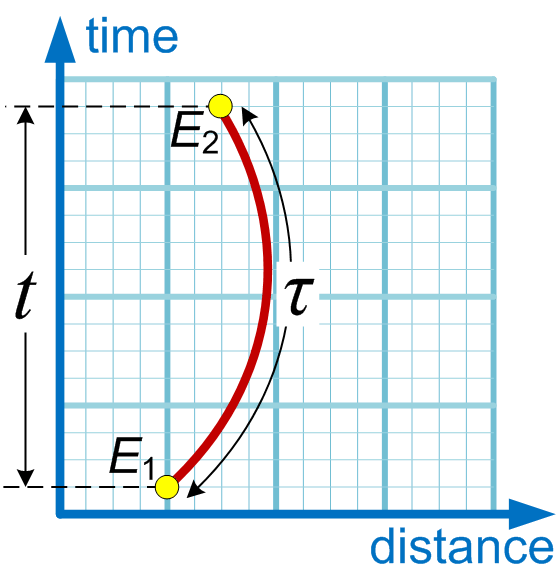
Чорна вертикальна лінія показує час t між подіями E_{1} та E_{2}. Червона лінія показує власний час τ між тими ж подіями.

Власний час — інваріантна характеристика світової лінії в теорії відносності, час, виміряний у системі відліку, в якій спостерігач перебуває у стані спокою.
Диференціал власного часу визначається як 
{\displaystyle d\tau ={\frac {ds}{c}},}
де {\displaystyle ds} - просторово-часовий інтервал, c - швидкість світла. 
Проміжок власного часу між подіями на світовій лінії визначається формулою
{\displaystyle \Delta \tau =\int _{P}d\tau =\int {\frac {ds}{c}},}
де інтегрування проводиться вздовж світової лінії. 
В загальній теорії відносності 
{\displaystyle \Delta \tau =\int _{P}\,d\tau =\int _{P}{\frac {1}{c}}{\sqrt {g_{\mu \nu }\;dx^{\mu }\;dx^{\nu }}},}
де {\displaystyle g_{\mu \nu }} — метричний тензор. 
Оскільки систему відліку можна вибрати так, щоб просторові координати не змінювалися: 
{\displaystyle \Delta \tau =\int _{P}d\tau =\int _{P}{\frac {1}{c}}{\sqrt {g_{00}}}dx^{0}.}

## Виноски
1. ↑   Ландау Л.Д., Лифшиц Е.М. (1974). Теоретическая физика. т. ІІ. Теория поля. Москва: Наука.